# Lago Chiuta
El lago Chiuta es un lago poco profundo situado en la frontera entre Malawi y Mozambique. Se encuentra al norte del lago Chilwa y al sur del lago Amaramba, con el que está unido mediante un estrecho canal de una decena de kilómetros. El lago Chilwa está, sin embargo, separado por una cadena arenosa y no hay contacto entre ellos. Ambos lagos están en una fosa tectónica al este del Gran Valle del Rift.
El lago Chiuta tiene de 3 a 4 m de profundidad y una extensión que varía entre 25 y 130 km², dependiendo de la estación y la abundancia de las lluvias. La superficie media es de unos 200 km², el volumen medio de agua de 0,225 km³ y la profundidad media de 1,13 m. La superficie de captación de agua es de unos 1.755 km².
Los lagos Chiuta y Amaramba se unen en época de crecida al río Lugenda, afluente a su vez del río Ruvuma.
En periodos muy secos, el lago Chiuta puede secarse completamente.
Se conocen en el río 37 especies de peces, de las que las dominantes comercialmente son Oreochromis shiranus shiranus (Chambo), Clarias griepinus (Mlamba) y Barbus paludinosus.